# Scuola per topi
Scuola per topi (Little School Mouse) è un film del 1954 diretto da William Hanna e Joseph Barbera. È l'ottantatreesimo cortometraggio della serie Tom & Jerry, distribuito il 29 maggio del 1954 dalla Metro-Goldwyn-Mayer.

## Trama
Jerry sta insegnando a Nibbles tutto quello che c'è da sapere sui gatti. Dopo aver spiegato che i topi per non farsi mangiare dai gatti devono fuggire nella tana, Jerry insegna a Nibbles con una zampa meccanica di gatto quanta attenzione bisogna fare quando si lascia la tana. Durante la lezione però Nibbles colpisce diverse volte Jerry con la zampa.
Nella lezione successiva Jerry insegna a Nibbles come strappare le vibrisse del gatto senza svegliarlo. Dopo che Jerry ha dato una dimostrazione usando Tom, ordina a Nibbles di fare lo stesso. Il topolino però afferra Tom per un baffo e si trascina dietro tutto il gatto. Jerry allora strappa il baffo, venendo picchiato da Tom.
Nella lezione seguente Jerry insegna a Nibbles come prendere il formaggio senza che il gatto se ne accorga. Mentre Tom dorme, su un mobiletto nelle vicinanze c'è del formaggio. Jerry allora si arrampica sul mobile, dove prende un pezzo di formaggio piccolo, riuscendo a non svegliare Tom. Rientrato nella tana, Jerry ordina a Nibbles di fare la stessa cosa. Il topolino però chiede a Tom di prendergli un pezzo di formaggio grande; quest'ultimo esegue, per poi rimettersi a dormire, mentre Nibbles torna nella tana con il formaggio.
Jerry allora decide di sottoporre Nibbles all'ultima lezione: legare un campanello al gatto. Dopo aver dato un campanello a Nibbles, Jerry gli dà una dimostrazione: si dirige silenziosamente dal dormiente Tom e gli lega il campanello al collo. Tom però si sveglia, acchiappa Jerry e gli lega addosso il campanello. Nibbles allora porta a Tom un pacco dono contenente un campanello; Tom scarta il pacco, si lega il campanello al collo e ringrazia Nibbles. Jerry, non riuscendo a credere a quello che ha visto, decide di dimettersi come insegnante. Nibbles diventa il nuovo docente della scuola e insegna a Tom e Jerry che i gatti e i topi possono anche essere amici, con il disappunto di Jerry e la felicità di Tom.

## Edizione italiana
Nell'edizione originale è tutto muto, ma nell'edizione italiana, Roberto Del Giudice legge la traduzione sia alla lavagna che nel libro mentre nella scena in cui Jerry ordina a Nibbles di strappare un baffo a Tom, questi gli risponde "Io?", con la voce di Flora Carosello.